# The Warrior's Code
The Warrior's Code é o quinto álbum de estúdio da banda de celtic punk Dropkick Murphys. Lançado em junho de 2005, é também o seu álbum mais vendido. O disco é uma homenagem ao ex-pugilista Micky Ward, que é destaque na capa e é o tema de faixa-título do álbum. É também o último registro da banda com o selo da gravadora Hellcat.
O álbum apresenta um dos maiores e mais conhecido singles da banda, "I'm Shipping Up to Boston". A banda lançou a música por conta própria como single em 2006 no entanto, ele se tornou um sucesso depois de fazer parte da trilha sonora do filme, vencedor do Oscar, Os Infiltrados.

## Sobre o álbum
"Your Spirit's Alive" foi escrita para o amigo querido da banda Greg "Chickenman" Riley, que morreu em um acidente de moto em 2004. "The Warrior's Code" é sobre a lenda do boxe Micky Ward, que é de Lowell, Massachusetts (a música também foi usado no filme, The Fighter, um filme biográfico sobre a vida e carreira do boxeador). "Highway Sunshine" foi o primeiro single deste álbum, a letra da música fala sobre a reabilitação das drogas. A música também tem um dos arranjos mais polidos da banda. "The Green Fields of France" é um cover da balada anti-guerra de Eric Bogle. A letra de "I'm Shipping Up to Boston" é escrita por Woody Guthrie, ela fala sobre um marinheiro que procura uma perna de pau, em Boston. É semelhante à "There's Gonna Be a Blackout" do seu álbum anterior, Blackout (também inspirada em Guthrie). "Wicked Sensitive Crew" é uma resposta aos críticos da banda que diziam que eles glorificavam a violência.[carece de fontes?] "Last Letter Home" é a história de uma correspondência entre a sargento Andrew Farrar e sua família antes de sua morte na Guerra do Iraque. Com a permissão da família, a banda lançou a música como single e todos os rendimentos foram doados para a família do sargento. A banda também tocou a música "Fields of Athenry" em seu funeral (que foi incluída como lado B do single). "Tessie" é uma regravação do hino do Boston Red Sox. Ela é considerada uma faixa bônus do álbum, pois já havia sido lançada no EP Tessie em 2004. A segunda faixa bônus é a "Hatebomb", que pode ser encontrado na versão japonesa.

## Recepção da crítica
| Críticas profissionais | Críticas profissionais |
| Avaliações da crítica  | Avaliações da crítica  |
| Fonte                  | Avaliação              |
| ---------------------- | ---------------------- |
| Allmusic               | [ 6 ]                  |
| PopMatters             | }                      |
| Punknews.org           | [ 8 ]                  |

Allmusic deu ao álbum uma classificação de 3.5 de cinco estrelas, elogiando os "vocais alternados, uma tag team de raiva e ousadia".  PopMatters deu ao álbum um comentário em sua maioria positivas e comentou sobre a versatilidade musical da banda: "Eles podem fazer punk rock franco ("Your Spirit’s Alive") ou Irish folk ("The Green Fields of France"). Eles podem misturar tudo, e escrever uma canção punk rock que soa como uma canção tradicional irlandesa, (a faixa título, que apresenta uma mistura saudável de gaitas de foles e bandolim)". Punknews.org deu elogios semelhantes para o álbum, afirmando: "Este é um registro dinâmico, que muda freqüentemente entre punk e hardcore e faixas mais sutis".

## Faixas
| N.º            | Título                                      | Compositor(es)                  | Duração |  |
| 1.             | "Your Spirit's Alive"                       | Dropkick Murphys                | 2:21    |  |
| 2.             | "The Warrior's Code"                        | Dropkick Murphys                | 2:30    |  |
| 3.             | "Captain Kelly's Kitchen"                   | Tradicional                     | 2:48    |  |
| 4.             | "The Walking Dead"                          | Dropkick Murphys                | 2:07    |  |
| 5.             | "Sunshine Highway"                          | Dropkick Murphys                | 3:22    |  |
| 6.             | "Wicked Sensitive Crew"                     | Dropkick Murphys                | 2:59    |  |
| 7.             | "The Burden"                                | Dropkick Murphys                | 2:55    |  |
| 8.             | "Citizen C.I.A."                            | Dropkick Murphys                | 1:28    |  |
| 9.             | "The Green Fields of France"                | Eric Bogle                      | 4:46    |  |
| 10.            | "Take It and Run"                           | Dropkick Murphys                | 2:44    |  |
| 11.            | "I'm Shipping Up to Boston"                 | Woody Guthrie, Dropkick Murphys | 2:34    |  |
| 12.            | "The Auld Triangle"                         | Brendan Behan                   | 2:41    |  |
| 13.            | "Last Letter Home"                          | Dropkick Murphys                | 3:32    |  |
| 14.            | "Tessie" (Faixa bônus)                      | Dropkick Murphys                | 4:15    |  |
| 15.            | "Hatebomb" (Faixa bônus na Versão Japonesa) | Dropkick Murphys                | 1:12    |  |
| Duração total: | Duração total:                              | Duração total:                  | 41:04   |  |

## Integrantes
- Al Barr – vocal
- Ken Casey – baixo, vocal
- Matt Kelly – bateria, bodhrán, vocal
- James Lynch – guitarra, vocal
- Marc Orrell – guitarra, accordeon, vocal
- James "Scruffy" Wallace – gaita de foles
- Tim Brennan – bandolim, tin whistle, violão
- Laura Casey – viola, cello
- Marco Urban – vocal
- Josephine Lyons – vocal
- Tom O'Connell – vocal
- Tom Madden – vocal
- Anders Geering – vocal
- Lance Burnett – vocal
- Johnny Damon - backing vocal em "Tessie"
- Bronson Arroyo - backing vocal em "Tessie"
- Lenny DiNardo - backing vocal em "Tessie"
- Jeff Horrigan - backing vocal em "Tessie"
- Bill Janovitz - backing vocal em "Tessie"
- Dr. Charles Stienberg - backing vocal em "Tessie"
- Joe Castiglione - sample de voz em "Tessie"